# Doman Nowakowski
Doman Zygmunt Nowakowski (ur. 22 stycznia 1968 w Zielonej Górze) – polski scenarzysta, reżyser, producent, aktor oraz dziennikarz. Absolwent Wydziału Wiedzy o Teatrze warszawskiej PWST z 1993 roku.
Ma syna Adriana, również scenarzystę.

## Filmografia

### Scenariusz
- 1997: Keczup Schroedera
- 1997: Pokój 107
- 1998: Usta Micka Jaggera
- 1999: Tata, a Marcin powiedział
- 1998–2003: Miodowe lata (odc. 40, 45, 58, 66-67, 69, 77, 81, 87, 92, 94-95, 97-104, 110-111, 115, 120-122, 125, 127, 129, 131)
- 1999-2008: Święta wojna
- 2000: Niektóre gatunki dziewic
- 2003: Święta polskie
- 2004: Całkiem nowe lata miodowe
- 2005: Siedem grzechów popcooltury
- 2005−2006: Okazja
- 2006: U fryzjera
- 2007: Halo, Hans! (odc. 4, 8, 12-13)
- 2009-2009: 39 i pół
- 2009: I pół
- 2010: Skrzydlate świnie
- 2012–2014: Piąty Stadion
- 2013: Lekarze po godzinach
- 2014: Baron24 (odc. 4-7, 17-18, 22, 25)
- 2016: Na noże
- 2016: Bodo
- 2018: Trzecia połowa
- 2019: 39 i pół tygodnia[4]
- 2019–2021: Świat według Kiepskich (odc. 555, 558, 560, 562-563, 567-568, 572, 583, 585, 588)[5]

### Reżyseria
- 2005: Siedem grzechów popcooltury

### Producent
- 2005: Siedem grzechów popcooltury

### Obsada
- 1999: Święta wojna jako operator (odc. 5)
- 2003: Miodowe lata jako scenarzysta (odc. 120)
- 2003: Kasia i Tomek jako dziennikarz
- 2005: Siedem grzechów popcooltury jako Doman
- 2009: I pół jako goryl
- 2009: 39 i pół jako  psycholog Marian Bachus